# بنو اودریخ
بنو اودریخ (اسلوونیایی: Beno Udrih زاده ۵ ژوئیه ۱۹۸۲) بازیکن بسکتبال اهل اسلوونی است.
وی سابقه بازی در تیم‌هایی همچون المپیا میلان، سن آنتونیو اسپرز، ساکرامنتو کینگز، میلواکی باکس، اورلندو مجیک، نیویورک نیکس، ممفیس گریزلیز، میامی هیت و دیترویت پیستونز را در کارنامه دارد.